# Duminică în familie (film din 1988)
Duminică în familie este un film românesc din 1988, regizat de Francisc Munteanu după un scenariu scris de Ion Băieșu, Nicolae Țic și Dan Marcoci. Rolurile principale sunt interpretate de George Mihăiță, Patricia Grigoriu, Gina Patrichi, Aurel Giurumia, Ioana Crăciunescu, Constantin Diplan și Ștefan Sileanu.
Filmul prezintă o poveste de dragoste între un programator zăpăcit și împiedicat și o tânără arhitectă, care crește patru frați minori după ce părinții lor au murit. Dându-și seama că arhitecta este femeia ideală pentru el, cercetătorul îi cucerește inima prin câștigarea mai înainte a dragostei copiilor.

## Rezumat
După ce echipa de fotbal a copiilor de pe stradă rămâne cu un jucător mai puțin, adultul Alexandru Ionescu (George Mihăiță), programator principal la Centrul de Calcul și Programare, este cooptat ca portar. În timpul meciului, ochelarii săi sunt sparți de o lovitură de minge. Silit de această situație, el apelează la ajutorul elevului Răzvan (Andrei Duban) pentru a-l ajuta să găsească în apartamentul său o pereche de ochelari de rezervă. Cei doi devin prieteni, iar copilul trece în fiecare dimineață pe la cercetător pentru a-l trezi din somn la timp astfel încât să nu întârzie la serviciu.
Cele două programatoare, colege de serviciu cu Alexandru (interpretate de Bianca Brad și Ioana Crăciunescu), îl întreabă pe burlacul tânăr, dezordonat și zăpăcit cum arată femeia visurilor sale. Anca (Bianca Brad) îl pune să i-o descrie și îi face un portret-robot pe calculator, spunându-i să se gândească dacă vreuna dintre cunoștințele sale corespunde profilului. Într-una din zilele următoare, elevul Victor (Iulian Ilinca), fratele mai mic al lui Răzvan, vine acasă la Alexandru și îl roagă să-l ajute. Copilul își rupsese pentru a nu știu câta oară pantalonii la un meci de fotbal și voia ca prietenul lui mai în vârstă să se dea drept profesor de fizică și să-i spună Oanei (Patricia Grigoriu), sora mai mare care avea grijă de ei după ce părinții lor muriseră, că băiatul și-a rupt pantalonii în timp ce căra un dispozitiv din laboratorul școlar. Alexandru se duce și are marea surpriză să constate că sora mai mare a celor doi frați semăna cu fata din portretul-robot. El află cu acel prilej că Oana era de profesie arhitectă și avea în îngrijire patru frați minori, cei doi băieți și două fete: Cristina (Nicoleta Ilie) - o fată mai mare cu ifose de domnișoară- și Emilia (Ioana Marinescu) - o fetiță pasionată de cântatul la vioară. Tânărul programator se bâlbâie, iar sora cea mare își dă seama că el spune minciuni.
Alexandru o întâlnește pe stradă pe Emilia, care-l roagă să o mediteze la matematică. Fetița îi spune că sora lor mai mare îl crede simpatic și îl invită acasă în zilele următoare pentru a o asculta cum cântă la vioară. Tânărul își cere scuze Oanei pentru că a mințit-o, iar ea îl iartă. În ziua de sâmbătă, în timp ce ducea un geam la soții pensionari Sabin (interpretați de Aurel Giurumia și Gina Patrichi), Alexandru o vede întâmplător pe stradă pe Oana și o convinge să meargă împreună pentru a bea o cafea la un restaurant. 
În duminica următoare, Alexandru merge în parc împreună cu Oana și cu cei patru frați. Între cei doi tineri se înfiripă o idilă, ei sărutându-se pe o bancă. În săptămâna următoare, Alexandru, Oana și cei patru frați mai mici merg împreună la un motel de rulote de pe malul lacului Snagov, la invitația vecinului de palier al programatorului și al soției acestuia (interpretați de Ștefan Sileanu și Iulia Boroș). În cadrul romantic din pădure, Alexandru o cere în căsătorie cu Oana.
Fără a-și anunța colegii, Alexandru și Oana își fixeaza ziua nunții peste zece zile. Dar, cu o zi înainte de data la care fuseseră programați la Oficiul Stării Civile, directorul Centrului de Calcul și Programare (Constantin Diplan) îl anunță pe tânărul programator că trebuie să plece de urgență a doua zi la uzina IPH din Ploiești, deoarece calculatoarele trimise acolo nu funcționau. Auzind că Alexandru urma să se căsătorească a doua zi, directorul telefonează la Consiliul Popular pentru ca oficierea căsătoriei să fie decalată la prima oră din zi, permițându-i astfel programatorului să ajungă la Ploiești. După celebrarea căsătoriei, proaspătul soț pleacă la uzina din provincie și repară calculatorul principal Felix C-256, apoi se întoarce acasă în seara aceleiași zile. Cei doi soți petrec singuri noaptea nunții, cei patru copii fiind luați de mătușa Marioara (Julieta Strîmbeanu). Dar, a doua zi, îngrijorat de lipsa copiilor, Alexandru se duce să-i aducă acasă.

## Distribuție
- George Mihăiță — Alexandru Ionescu, cercetător (programator) principal la Centrul de Calcul și Programare
- Patricia Grigoriu — Oana Pleșanu, tânără arhitectă care crește patru frați minori
- Gina Patrichi — pensionară cicălitoare, soția lui Tomiță Sabin, vecina lui Alexandru
- Aurel Giurumia — Tomiță Sabin, fost centru atacant la Unirea Tricolor, pensionar, vecinul lui Alexandru
- Ioana Crăciunescu — Lucreția, programatoare, colegă de serviciu cu Alexandru
- Constantin Diplan — directorul Centrului de Calcul și Programare
- Ștefan Sileanu — Mitică, vecinul de palier al lui Alexandru
- Iulia Boroș — soția vecinului de palier
- Bianca Brad — Anca, programatoare, colegă de serviciu cu Alexandru
- Zephi Alșec — inginerul de la uzina IPH din Ploiești
- Valentin Uritescu — nea Cazan, administratorul blocului
- Nicoleta Ilie — Cristina, elevă în clasa a XII-a, sora mai mică a Oanei, o fată cu ifose de domnișoară
- Ioana Marinescu — Emilia, elevă, sora mai mică a Oanei, o fetiță pasionată de cântatul la vioară
- Andrei Duban — Răzvan, elev, fratele mai mic al Oanei
- Iulian Ilinca — Victor, elev, fratele mai mic al Oanei
- Julieta Strîmbeanu — Marioara, mătușa Oanei și a fraților ei
- Ilie Dumitru
- Ionel Florea (menționat Florea Ionel)
- Alin Priceputu (menționat Priceputu Alin)
- Marian Răduț (menționat Răduț Marian)
- Tudor Mihăiță — elev
- Bogdan Voinea

## Producție
Scenariul filmului a fost scrise de prozatorii Ion Băieșu, Nicolae Țic (autor de scenarii de actualitate) și Dan Marcoci. Filmul a fost realizat în studiourile Centrului de Producție Cinematografică București. Regizor secund a fost Ion P. Ion.
Rolul Emiliei este interpretat de Ioana Marinescu, sora Medeei Marinescu (interpreta personajului Mirabela din filmul Maria Mirabela). În film are o scurtă apariție și Tudor Mihăiță, fiul mai mare al interpretului principal, George Mihăiță.

## Recepție
Filmul Duminică în familie a fost vizionat de 1.152.820 de spectatori la cinematografele din România, după cum atestă o situație a numărului de spectatori înregistrat de filmele românești de la data premierei și până la data de 31.12.2007 alcătuită de Centrul Național al Cinematografiei.
Categorisind filmele lui Francisc Munteanu drept axate pe subiecte realiste desuete și pline de „schematism și artificialitate” , criticul Călin Căliman scria în Istoria filmului românesc (1897-2000) că respectivul regizor „se regăsește cel mai bine pe sine în ultimul film, «Duminică în familie»”. Criticul își argumentează astfel afirmația precedentă: „În narațiunea cinematografică sunt recognoscibili, deopotrivă, scriitorul cu vocație comică, scriitorul de robustă formație realistă și tanărul scenarist-regizor cu «scopuri» și «mijloace» idilico-melodramatice. Paradoxal poate, acest amestec de tonuri i-a convenit regizorului-scriitor Francisc Munteanu (cu predispoziții comice, realiste și idilico-melodramatice, la rându-i). El și-a dovedit încă o dată «iuțeala de mână» combinatorie, sentimentalismul și optimismul, realizând un film în spiritul versurilor - vag auto-ironice - din antrenanta melodie a lui Temistoc1e Popa care deschide filmul: «lumea e frumoasă, ploaie de lumină..., lumea e frumoasă, ca o zi senină»...”. El concluzionează că prin realizarea a patru filme în patru-cinci ani - cu trei operatori diferiți, regizorul Francisc Munteanu „exemplifică elocvent (la nivel individual) «bătălia» dură dintre cantitate și calitate în anii '80”.
Criticul Tudor Caranfil nu a dat filmului nicio stea și a făcut următorul comentariu: „Un cercetător științific se amorezează de o tânără arhitectă, care după decesul părinților ei, are în îngrijire patru frați mai mici. Îndrăgostitul își face drum către aleasa inimii câștigând dragostea copiilor. Patru puști „haioși”, un om de știință zăpăcit, un cuplu de pensionari cu hachițe, un administrator ursuz și... „fandacsia-i gata”! șabloane, poncifuri, facil, inconsistență, toate caracteristice operei realizatorului care – vorba lui Călin Căliman (în „Istoria filmului românesc”) – „și-a dovedit încă o dată „iuțeala de mână” combinatorie...”! O singură noutate de remarcat: pe eroii regizorului nu-i mai cheamă Mihai și Ana, ca în toate filmele lui Fr.Munteanu, ci Alexandru și Ioana, dar asta nu influențează calitativ opera.”